# Lounsburyna fumosa
Lounsburyna fumosa är en insektsart som beskrevs av Miller, N.C.E. 1932. Lounsburyna fumosa ingår i släktet Lounsburyna och familjen gräshoppor. Inga underarter finns listade i Catalogue of Life.